# بالگردگاه آمستردام
بالگردگاه آمستردام (به انگلیسی: Amsterdam Heliport) (به زبان بومی: Amsterdam Helihaven) یک فرودگاه همگانی است. این بالگردگاه در شهر آمستردام کشور هلند قرار دارد و در ارتفاع ۰ متری از سطح دریا واقع شده است.